# Кузюк, Максим Вадимович
Макси́м Вади́мович Кузю́к (род. 28 августа 1975, Долгопрудный, Московская область) — российский топ-менеджер, бывший генеральный директор АО РТИ, прежде возглавлял холдинг Технодинамика (прежнее название «Авиационное оборудование»).

## Биография
Родился 28 августа 1975 года в городе Долгопрудном Московской области.

## Образование
В 1998 году с отличием окончил Московский физико-технический институт по специальности «прикладная математика и физика».
В 2006 году получил степень MBA в школе IMD.

## Профессиональная деятельность
В 1999—2003 годах возглавлял подразделение, а в дальнейшем и предприятие группы компаний «АртТехЦентр».
С 2004 по 2006 год работал в компании «ДриллТек Рус» (Москва), специализирующейся на строительстве трубопроводов методом горизонтально-направленного бурения, сначала — в должности начальника финансово-экономического управления, а затем — заместителя генерального директора и руководителя проектов.
С 2007 по 2010 годы занимал различные посты в Парижском офисе консалтинговой корпорации The Boston Consulting Group (BCG).
C 2010 по 2011 года работал директором московского представительства BCG.
С 2011 года по 2012 год занимал должность заместителя генерального директора, а затем — генерального директора НПО «Ижмаш».
С 2012 года по 2016 — генеральный директор холдинга «Авиационное оборудование» (в 2015 году сменил название на «Технодинамика»).
с 2017 года по 2019 — генеральный директор АО РТИ.
С 1 октября 2019 года — заместитель генерального директора по развитию бизнеса ПАО «Корпорация ВСМПО-АВИСМА».
С 6 мая 2020 года — стал исполняющим обязанности генерального директора ПАО «Корпорация ВСМПО-АВИСМА», после того как в начале мая 2020 года, в разгар пандемии COVID-19 со скандалом, — обвинением в злоупотреблении полномочиями и мошенничестве, покинул «Корпорацию ВСМПО‑АВИСМА» управлявший ею 11 лет Михаил Воеводин.
2 июля 2020 года — снят с должности исполняющего обязанности генерального директора ПАО «Корпорация ВСМПО-АВИСМА», когда ему на смену градообразующее предприятие Верхней Салды возглавил Сергей Степанов из ЕВРАЗа, — продержавшийся на этом посту только лишь до января 2021 года.

## Семейное положение
Женат, воспитывает двоих детей.